# آنتونی گرانت (بازیکن فوتبال)
آنتونی گرانت (انگلیسی: Anthony Grant؛ زادهٔ ۴ ژوئن ۱۹۸۷) یک بازیکن فوتبال است.